# Металічний гідрид включення
Металічний гідрид включення (рос. металлический гидрид включения, англ. interstitial metal hydride) — нестехіометрична сполука металів з воднем (гідридів). Утворюється внаслідок абсорбції водню в міжатомних порожнинах кристалічних ґраток металів. Прикладами таких сполук є TiH1,7, HfH1,98, HfH2,10, серія нестехіометричних гідридів ніобію NbHx (O< x ≤1). Важливою властивістю цих гідридів є здатність виділяти абсорбований Н2 при нагріванні, що дозволяє їх використовувати як ємності для зберігання водню.